# Zmarli w maju 2021

## Maj 2021
- 31 maja
  - Lil Loaded – amerykański raper, piosenkarz i autor tekstów[1]
  - Colin Appleton – angielski piłkarz i trener[2]
  - Andreea Bollengier – rumuńska szachistka[3]
  - Peter Del Monte – włoski reżyser i scenarzysta filmowy[4]
  - Arlene Golonka – amerykańska aktorka[5]
  - Józef Kosian – polski filozof, prof. dr hab.[6][7]
  - Albiert Kriwczenko – rosyjski polityk i dziennikarz[8]
  - Elżbieta Michalczak – polska lekkoatletka[9]
  - Jacek Andrzej Modliński – polski embriolog, prof. dr hab.[10][11]
  - Stanisław Żywolewski – polski malarz[12]
- 30 maja
  - Andrij Beszta – ukraiński polityk i dyplomata[13]
  - Ralph Davis – amerykański koszykarz[14]
  - Jason Dupasquier – szwajcarski motocyklista[15]
  - Rick Mitchell – australijski lekkoatleta, sprinter[16]
  - Luisa Molina – boliwijska piosenkarka[17]
  - Arkadiusz Bernard Orzechowski – polski lekarz weterynarii, prof. dr hab.[18]
  - Uroš Peterka – słoweński skoczek narciarski[19]
  - Barbara Sałacka – polska reżyserka i realizatorka telewizyjna[20]
- 29 maja
  - Mark Eaton – amerykański koszykarz[21]
  - Marcell Jankovics – węgierski reżyser filmowy oraz animator[22]
  - Dani Karawan – izraelski rzeźbiarz[23]
  - Joe Lara – amerykański aktor, muzyk i model[24]
  - Andrzej Marcinkowski – polski fizyk, prof. dr hab.[25]
  - Maciej Mazur – polski astronom, geofizyk i popularyzator nauki[26]
  - Gavin MacLeod – amerykański aktor[27]
  - Jerzy Maniak – polski redemptorysta, misjonarz działający w Argentynie[28]
  - Paolo Maurensig – włoski pisarz[29]
  - Ljubica Ostojić – bośniacka poetka i pisarka[30]
  - Gwen Shamblin – amerykańska pisarka i dietetyczka[24]
  - Cornelius Sim – brunejski duchowny katolicki, wikariusz apostolski Brunei (2004–2021), kardynał[31]
  - B.J. Thomas – amerykański wokalista country[32]
- 28 maja
  - Marek Czudowski – polski fotograf[33][34]
  - Sándor Gál – węgierski pisarz i poeta[35]
  - Jan Książek – polski aktor[36]
  - Joseph Latino – amerykański duchowny katolicki, biskup Jackson (2003–2013)[37]
  - Bohuslav Maršík – czeski śpiewak operowy[38]
  - Juan Manuel Ochoa – peruwiański aktor[39]
  - Henryk Samsonowicz – polski historyk, rektor UW (1980–1982), minister edukacji narodowej (1989–1991)[40]
  - Benoît Sokal – belgijski grafik komputerowy, autor komiksów[41]
  - Stanisław Sowiński – polski żołnierz w czasie II wojny światowej, podpułkownik WP w stanie spoczynku, kawaler orderów[42]
  - Janusz Tryzno – polski malarz, grafik, rysownik[43]
  - Jan Zalewski – polski żołnierz w czasie II wojny światowej, podpułkownik WP w stanie spoczynku, działacz kombatancki, kawaler orderów[44]
- 27 maja
  - David Butler – południowoafrykański aktor[45]
  - Carla Fracci – włoska tancerka baletowa i aktorka[46]
  - Ryszard Głowacz – polski archeolog, Mazowiecki Wojewódzki Konserwator Zabytków (2001–2006)[47]
  - Janina Goldhar – izraelska mikrobiolożka i dokumentaliska pochodzenia polsko-żydowskiego, profesor Uniwersytetu w Tel Awiwie[48]
  - Robert Hogan – amerykański aktor[49]
  - Soren Holm – duński wokalista[50]
  - Cornelis de Jager – duński astronom[51]
  - Heinrich Janssen – niemiecki duchowny katolicki, biskup pomocniczy Münster (1986–2010)[52]
  - Lorina Kamburowa – bułgarska aktorka[53]
  - Shantiraj Khosla – indyjski kompozytor[54]
  - Rafał Michalak – polski fotograf[55]
  - Nikos Rolandis – cypryjski polityk i przedsiębiorca, minister spraw zagranicznych (1978–1983) oraz handlu, przemysłu i turystyki (1998–2003)[56]
  - Poul Schlüter – duński prawnik, polityk, premier Danii (1982–1993)[57]
  - Patrick Sky – amerykański piosenkarz folkowy[58]
  - Paweł Szwed – polski wydawca[59][60]
- 26 maja
  - Adrián Babič – słowacki kolarz górski i szosowy[61]
  - Tarcisio Burgnich – włoski piłkarz[62]
  - Kevin Clark – amerykański aktor[63]
  - Arturo de Jesús Correa Toro – kolumbijski duchowny katolicki, biskup Ipiales (2000–2021)[64]
  - Isabella De Bernardi – włoska aktorka[65]
  - Wojciech Dębiński – polski lekarz wojskowy, płk w st. spocz. dr n. med., kawaler orderów[66]
  - Iwan Dobrew – bułgarski admirał[67]
  - Heidi Ferrer – amerykańska scenarzystka[68][69]
  - Jerome Hellman – amerykański producent filmowy[70][71]
  - Lambert Kelchtermans – belgijski polityk i związkowiec, przewodniczący Senatu (1988)[72]
  - Jan Kopczyński – polski epidemiolog, prof. dr hab.[73][74]
  - Wiesław Kozyra – polski dziennikarz[75]
  - Ryszard Łukasik – polski admirał, dowódca Marynarki Wojennej (1996−2003)[76]
  - Sureni Senarath – lankijska aktorka[77]
  - Llew Smith – walijski polityk, poseł do Parlamentu Europejskiego II i III kadencji (1984–1994), członek Izby Gmin (1992–2005)[78]
  - Marian Zacharewicz – polski kompozytor, piosenkarz, menedżer i dziennikarz muzyczny[79][80]
- 25 maja
  - Alfonso Barasoain – hiszpański piłkarz i trener[81]
  - Jáchym Bulín – czechosłowacki skoczek narciarski, a następnie trener tej dyscypliny sportu, olimpijczyk (1956)[82]
  - Arturo Gentili – włoski piłkarz[83]
  - Desiree Gould – amerykańska aktorka[84]
  - Jerzy Grzebieluch – polski działacz opozycji w okresie PRL[85][86]
  - Anna Halprin – amerykańska tancerka i choreograf[87]
  - Tõnu Kilgas – estoński aktor i śpiewak operowy[88]
  - Dawid Klein – izraelski ekonomista, prezes Banku Izraela (2000−2005)[89]
  - Jerzy Koszada – polski działacz konspiracji niepodległościowej w czasie II wojny światowej, Honorowy Obywatel Gminy Izabelin[90][91]
  - Krikor Bedros XX Ghabroyan – patriarcha Kościoła katolickiego obrządku ormiańskiego[92]
  - Eilat Mazar – izraelska archeolog[93]
  - José Melitón Chávez – argentyński duchowny katolicki, biskup Añatuya (2015–2019) oraz Concepción (2020–2021)[94]
  - Mariusz Pańczyk – polski kolarz[95]
  - Janusz Roszkowski – polski specjalista górnictwa i geologii inżynierskiej, prof. zw. dr hab. inż.[96][97]
  - Marian Sojka – polski duchowny rzymskokatolicki, redemptorysta, archiwista i muzealnik, wykładowca akademicki[98]
  - Robert Szyndler – polski specjalista obróbki plastycznej, prof. dr hab.[99][100][101]
  - John Warner – amerykański prawnik, polityk, wojskowy, Sekretarz Marynarki Wojennej Stanów Zjednoczonych (1972–1974)[102]
- 24 maja
  - Josep Almudéver Mateu – hiszpański weteran wojny domowej urodzony i zamieszkały we Francji, ostatni żyjący żołnierz Brygad Międzynarodowych[103][104]
  - Frithjof Bergmann – niemiecki filozof[105]
  - Jeanne Bot – francuska superstulatka[106]
  - John Davis – amerykański piosenkarz, członek zespołu Milli Vanilli[107]
  - Corin Dobrinescu – rumuński piosenkarz[108]
  - Banira Giri – nepalska poetka[109]
  - Robert Hall – amerykański charakteryzator, ekspert od efektów specjalnych, scenarzysta, reżyser filmowy i muzyk[110]
  - Łukasz Janczura – polski muzyk i kompozytor[111]
  - Michał Maciaszek – polski działacz konspiracji niepodległościowej w czasie II wojny światowej oraz powojennego podziemia antykomunistycznego, kawaler orderów[112]
  - Adolf Ojczyk – polski polityk i elektryk, poseł na Sejm PRL VI i VII kadencji (1972–1980)[113]
  - Giennadij Stasienko – rosyjski aktor[114]
  - Samuel E. Wright – amerykański aktor i piosenkarz[115]
  - Aleksander Zajda – polski historyk, prof. dr hab.[116]
- 23 maja
  - José Agusto Briones – ekwadorski polityk[117]
  - Eric Carle – amerykański autor i ilustrator książek dla dzieci[118]
  - Malik Dohan al-Hassan – iracki polityk, minister sprawiedliwości (2004−2005)[119]
  - Lorrae Desmond – australijska piosenkarka, aktorka i prezenterka telewizyjna[120]
  - Tadeusz Gillert – polski twrórca ludowy, malarz i szopkarz krakowski[121]
  - Cristóbal Halffter – hiszpański kompozytor[122]
  - Ron Hill – brytyjski lekkoatleta maratończyk[123]
  - Paulo Mendes da Rocha – brazylijski architekt[124]
  - Max Mosley – brytyjski kierowca wyścigowy, prawnik, prezes FIA[125]
  - Stanisław Orłowski – polski geolog, prof. dr hab.[126][127][128]
  - Nina Szacka – rosyjska aktorka[129]
- 22 maja
  - Francesc Arnau – hiszpański piłkarz i działacz sportowy[130]
  - Benjamin Ayimba – kenijski rugbysta i trener[131]
  - Edminas Bagdonas – litewski dyplomata[132]
  - Marian Bąk – polski nauczyciel i działacz samorządowy, kawaler orderów[133]
  - Jorge García Carneiro – wenezuelski polityk, minister obrony (2004–2006)[134]
  - Huang Guanjun – chiński maratończyk[135]
  - Ewa Kobus – polska aktorka[136]
  - Jorge Larrañaga – urugwajski prawnik, polityk, burmistrz departamentu Paysandú (1990–2000)[137]
  - Liang Jing – chiński ultramaratończyk[135]
  - Robert Marchand – francuski kolarz szosowy[138]
  - Chi Modu – amerykański fotograf pochodzenia nigeryjskiego[139][140]
  - André Ribeiro – brazylijski kierowca wyścigowy[141]
  - Pavol Szikora – słowacki chodziarz, olimpijczyk[142]
  - Jiřina Šiklová – czeska socjolog, sygnatariusz Karty 77[143]
  - Marek Trončinský – czeski hokeista[144]
  - Wu Mengchao – chiński chirurg i naukowiec, członek Chińskiej Akademii Nauk[145]
  - Yuan Longping – chiński agronom[146]
- 21 maja
  - Farhat Abdrajmow – kazachski aktor[147]
  - Ibrahim Attahiru – nigeryjski wojskowy, generał porucznik[148]
  - Witold Aszurok – białoruski opozycjonista, więzień polityczny[149][150]
  - Annamaria Cecchi – włoska pływaczka, uczestniczka Igrzysk Olimpijskich[151]
  - Zdzisław Dobrucki – polski żużlowiec[152]
  - Andonis Frangiadakis – grecki muzyk i kompozytor[153]
  - Wojciech Gutowski – polski literaturoznawca, prof. dr hab.[154]
  - Krzysztof Jackowski – polski malarz[155]
  - Roman Kent – polsko-amerykański Żyd ocalały z Auschwitz, prezydent Międzynarodowego Komitetu Oświęcimskiego[156]
  - Sakti Mazumdar – indyjski bokser, olimpijczyk (1952)[157]
  - Dieter Neuendorf – niemiecki skoczek narciarski[158]
  - Tair Sałachow – rosyjski artysta malarz i rysownik pochodzenia azerskiego, Bohater Pracy Socjalistycznej (1989)[159]
  - Svetozár Štúr – słowacki kompozytor i dyrygent[160]
  - Marian Szatybełko – polski przyrodnik i polityk, doktor nauk przyrodniczych, poseł na Sejm IX oraz X kadencji
  - Klemen Tinal – indonezyjski polityk, wicegubernator prowincji Papua (2013–2021)[161]
- 20 maja
  - Francisco Brines – hiszpański poeta i pisarz[162]
  - Chris Chilton – angielski piłkarz[163]
  - Ion Dichiseanu – rumuński aktor[164]
  - Marko Iliewski – jugosłowiański i macedoński piłkarz[165]
  - Krzysztof Niklas – polski zapaśnik[166]
  - Stanisław Przybylski – polski żużlowiec[167]
  - Sándor Puhl – węgierski sędzia piłkarski[168]
  - Helena Słomka – polska zakonnica rzymskokaotlicka, wieololetnia przełożona generalna Zgromadzeniu Sióstr Matki Bożej Miłosierdzia[169]
  - Rimantas Šavelis – litewski pisarz i scenarzysta[170]
  - Csaba Szabó – węgiersko–rumuński dziennikarz i pisarz[171]
  - Mike Weatherley – brytyjski polityk, MP (2010–2015)[172]
  - Eric Winstanley – angielski piłkarz[173]
- 19 maja
  - Darío Alessandro – argentyński polityk i dyplomata[174]
  - Khadgajeet Baral – nepalski dyplomata i policjant[175]
  - António Coimbra Martins – portugalski filolog, dyplomata i polityk, deputowany krajowy i europejski, ambasador we Francji (1974–1979), minister kultury (1983–1985)[176]
  - Alix Dobkin – amerykańska piosenkarka, kompozytorka folkowa[177]
  - Lee Evans – amerykański lekkoatleta[178]
  - Serhij Ferenczak – ukraiński piłkarz[179]
  - Josep Franch Xargay – hiszpański piłkarz[180]
  - Margherita Marchione – amerykańska zakonnica, biografka Piusa XII[181]
  - Paul Mooney – amerykański komik[182]
  - Stanisław Orzechowski – polski duchowny rzymskokatolicki, prałat, licencjusz teologii, duszpasterz świata pracy diecezji wrocławskiej[183]
  - Aleksandr Priwałow – radziecki biathlonista, dwukrotny medalista olimpijski i dwukrotny medalista mistrzostw świata[184]
  - Guillermo Sepúlveda – meksykański piłkarz[185]
  - Romy Walthall – amerykańska aktorka[186][187]
- 18 maja
  - Franco Battiato – włoski piosenkarz, pisarz, malarz i reżyser[188]
  - Viktor Belskiy – białoruski skoczek w dal[189]
  - Fahri Beqiri – kosowski kompozytor[190]
  - Carl Daugherty – amerykański skoczek spadochronowy[191]
  - Władimir Fiedorow – rosyjski aktor i fizyk[192]
  - Charles Grodin – amerykański aktor[193]
  - Jan Klemens – polski aktor[194]
  - Konstanty Leonowicz – polski specjalista chorób wewnętrznych, prof. dr hab.[195]
  - Maciej Pruszczyński – polski patomorfolog, prof. dr hab.[196][197]
  - Radoskór – polski raper[198]
  - Czesław Talaga – polski działacz opozycji w okresie PRL, kawaler orderów[199][200]
- 17 maja
  - Faik Bajrami – albański sędzia piłkarski[201]
  - Jadwiga Bielska – polska działaczka konspiracji w czasie II wojny światowej i uczestniczka powstania warszawskiego, dama orderów[202][203][204]
  - Məcnun Göyçəli – azerski poeta[205]
  - Kwiryna Handke – polska językoznawczyni i warsawianistka, prof. dr hab.[206]
  - Andrzej Jakubik – polski psycholog i psychiatra prof. dr hab., wykładowca akademicki[207]
  - Nicholas Kerr – francuski muzyk i kompozytor muzyki filmowej[208]
  - Bruno Kouamé – iworyjski duchowny katolicki, biskup Abengourou (1981–2003)[209]
  - Dariusz Landowski – polski reżyser i scenarzysta[210][211]
  - Nikołaj Malecki – rosyjski reżyser i scenarzysta[212]
  - Buddy Roemer – amerykański polityk, gubernator Luizjany (1988–1992)[213]
  - Héctor Silva – argentyński rugbysta i trener[214]
  - Tadeusz Wasąg – polski chemik[215]
  - Tomasz Wiater – polski rysownik i rzeźbiarz związany z tygodnikiem „Nie”[216]
- 16 maja
  - Rildo da Costa Menezes – brazylijski piłkarz[217]
  - Bruno Covas – brazylijski prawnik, ekonomista i polityk, burmistrz São Paulo (2018–2021)[218]
  - Bernard Jancewicz – polski fizyk, dr hab.[219]
  - Jakow Łazarowski – jugosłowiański polityk i psycholog, przewodniczący Komitetu Centralnego Związku Komunistów Jugosławii (1986–1989)[220]
  - Stanisław Andrzej Łukowski – polski poeta i prozaik[221]
  - José Manuel Mouzo – hiszpański polityk[222]
  - Charalampos Pittas – cypryjski polityk, burmistrz Morfu (2002–2016)[223]
  - Richard Rubenstein – amerykański rabin i teolog pochodzenia żydowskiego, głosiciel „śmierci Boga” po Auschwitz-Birkenau[224]
  - Stanisław Piotr Świderski – polski działacz na rzecz osób niewidomych, uczestnik powstania warszawskiego[225][226][227]
  - Alessandro Talotti – włoski skoczek wzwyż[228]
  - Danuta Trusiewicz – polska specjalista chorób oczu, prof. zw. dr hab. n. med.[229]
  - Jerzy Wilk – polski przedsiębiorca i samorządowiec, prezydent Elbląga (2013–2014), poseł na Sejm VIII i IX kadencji[230]
  - Wincenty Klemens Zbroński – polski działacz opozycji w okresie PRL, kawaler orderów[231]
- 15 maja
  - Hammadi Ammor – marokański aktor[232]
  - Andrzej Buchacz – polski specjalista w zakresie budowy i eksploatacji maszyn, prof. dr hab. inż.[233]
  - Ahmet Golemi – albański bokser[234]
  - Đorđe Marjanović – serbski piosenkarz[235]
  - Wiesław Mossakowski – polski prawnik, prof. dr hab.[236][237]
  - Lech Motyka – polski samorządowiec, dyrektor Planetarium Śląskiego (2010–2020)[238][239]
  - Maciej Nowakowski – polski architekt i urbanista, prof. dr hab.[240]
  - Jerzy Polak – polski działacz opozycji w okresie PRL, kawaler orderów[241]
  - Rafał Poniatowski – polski dziennikarz[242]
  - Wiesław Przeczek – polski dziennikarz i fotograf[243][244]
  - Eva Wilma – brazylijska aktorka[245]
  - Ilias Wrazas – polski poeta, muzyk i filozof, dr hab.[246]
  - Henryk Żarnowski – polski artysta baletowy[247]
- 14 maja
  - Miltos Andreanidis – grecki piłkarz[248]
  - Sándor Balassa – węgierski kompozytor[249]
  - Torkild Brakstad – norweski piłkarz, trener[250]
  - Milan Ftáčnik – słowacki matematyk, fizyk, samorządowiec, polityk, minister edukacji (1998–2002), burmistrz Bratysławy (2010–2014)[251]
  - Jaime Garza – meksykański aktor[252]
  - Raimund Hoghe – niemiecki tancerz i choreograf[253]
  - Wojciech Krajewski – polski anestezjolog, prof. dr hab.[254]
  - Igor Lavrinenko – białoruski polityk[255]
  - Ester Mägi – estońska kompozytorka, pedagog[256]
  - Piotr Ochman – polski animator kultury i działacz społeczny[257]
  - Marian Ormaniec – polski zootechnik, przedsiębiorca, samorządowiec, wicemarszałek województwa śląskiego (2008)[258]
  - Muhammad Rehan – egipski aktor[259]
  - Wang Yuan – chiński matematyk[260]
- 13 maja
  - Maria João Abreu – portugalska aktorka[261]
  - Edward Baran – polski malarz[262]
  - Carlos Benjumea – kolumbijski aktor[263]
  - Raymond Biaussat – francuski malarz[264]
  - Wiktor Buwelski – polski działacz społeczności litewskiej w Polsce[265]
  - Stanisław Garstka – polski działacz opozycji antykomunistycznej, więzień polityczny[266]
  - Błażej Halski – polski gitarzysta, saksofonista i wokalista, członek zespołów The Analogs i Vespa[267]
  - Nelson Marcenaro – urugwajski piłkarz[268]
  - David McPhail – nowozelandzki komik i aktor[269]
  - Sławomir Mieleszko – polski rzeźbiarz i wykładowca akademicki[270]
  - Stanisław Rymaszewski – polski architekt, uczestnik powstania warszawskiego[271][272][273][274]
- 12 maja
  - Ubiratàn D'Ambrosio – brazylijski matematyk[275]
  - Jiří Feureisl – czeski piłkarz[276]
  - Stanisław Kęsik – polski poeta, działacz społeczny i samorządowy[277]
  - Sigo Lehming – niemiecki duchowny ewangelicki, biskup[278]
  - Wadim Łogunow – radziecki piłkarz[279]
  - Liudmiła Mamykina – ukraińska aktorka[280]
  - Francisco Pelló Hernandis – argentyński malarz i rzeźbiarz[281]
  - Janusza Prażmo – polski pracownik przemysłu drzewnego, autor podręczników dla stolarzy, uczestnik powstania warszawskiego[282]
  - Władimir Redkin – rosyjski śpiewak operowy, baryton[283]
  - Zvonimir Santrač – serbski malarz[284]
  - Ileana Vulpescu – rumuńska pisarka[285]
- 11 maja
  - Vahur Afanasjev – estoński pisarz[286]
  - K.R. Gowri Amma – indyjska polityk[287]
  - Jan Byrski – polski duchowny katolicki, infułat[288]
  - Haralambie Corbu – mołdawski filolog, członek Mołdawskiej Akademii Nauk[289]
  - Teofil Czerwiński – polski siatkarz, trener[290]
  - Attila Demény – węgierski kompozytor[291]
  - Orietta Escámez – chilijska aktorka[292]
  - Władisław Jegin – rosyjski hokeista[293]
  - Igor Krikunow – ukraiński aktor i reżyser[294]
  - Norman Lloyd – amerykański aktor, producent i reżyser filmowy oraz telewizyjny[295]
  - Leszek Miszczyk – polski onkolog, profesor nauk medycznych[296]
  - Lester L. Wolff – amerykański polityk, członek Izby Reprezentantów (1965–1981)[297]
  - Buddy Van Horn – amerykański kaskader i reżyser filmowy[298]
- 10 maja
  - Marisa Aragón – hiszpańska prawnik i sędzia[299]
  - Tony Armatrading – brytyjski aktor[300]
  - Josep Maria Batlle i Farran – hiszpański polityk[301]
  - Michel Fourniret – francuski seryjny morderca[302]
  - Beniamin Kostrubiec – polski geograf, prof. dr hab. działacz powojennego podziemia antykomunistycznego[303]
  - Krzysztof Kozłowski – polski matematyk oraz inżynier[304]
  - Ghislain Lafont – francuski teolog rzymskokatolicki, benedyktyn[305]
  - Johannes Møllehave(inne języki) – duński duchowny luterański i teolog[306]
  - Iwan Nałbantow – bułgarski aktor[307]
  - Nikola Pavlišin – jugosłowiański piłkarz ręczny i trener[308]
  - Giosuè Stucchi – włoski piłkarz[309]
  - Svante Thuresson – szwedzki muzyk jazzowy[310]
  - Viliam Turčány – słowacki poeta[311]
  - Sylwester Załęski – polski gitarzysta metalowy[312]
- 9 maja
  - Wadim Alisow – rosyjski operator filmowy[313]
  - Ahmed Al Khattab – jordański polityk, minister rolnictwa (2011–2013)[314]
  - Jacques Bouveresse – francuski filozof[315]
  - José Manuel Caballero – hiszpański poeta i pisarz[316]
  - Karl-Günther von Hase – niemiecki dyplomata i wojskowy[317]
  - Miguel Lifschitz – argentyński polityk[318]
  - Ferdynand Matysik – polski aktor[319]
  - Wilfried Peffgen – niemiecki kolarz torowy i szosowy[320]
  - Bratislav Petković – serbski reżyser filmowy i teatralny, dramatopisarz, działacz kulturalny, polityk, minister kultury i informacji (2012–2013)[321]
  - Luis Vagner – brazylijski piosenkarz i muzyk[322]
  - Tomasz Zagórski – polski śpiewak operowy, tenor[323]
- 8 maja
  - Franco Castiglia – włoski siatkarz i trener[324]
  - Milan Dimowski – jugosłowiański piłkarz[325]
  - Georgi Dimitrow – bułgarski piłkarz, reprezentant Bułgarii w latach 1978–1987, trener piłkarski[326]
  - Curtis Fuller – amerykański puzonista jazzowy[327]
  - Miodrag Gvozdenović – serbski i jugosłowiański siatkarz[328]
  - Ronald Inglehart – amerykański politolog, profesor nauk politycznych na Uniwersytecie Michigan[329]
  - Helmut Jahn – niemiecki architekt, działający głównie w USA[330]
  - Gerard Jonderko – polski specjalista chorób wewnętrznych i fizjoterapii, prof. dr hab. n. med.[331]
  - Teodoros Katsanewas – grecki polityk, ekonomista i wykładowca akademicki[332]
  - Maharaj Krishan Kaushik – indyjski hokeista na trawie, mistrz olimpijski (1980)[333]
  - Nikoła Kolew – bułgarski generał, szef sztabu generalnego armii bułgarskiej (2002–2006)[334]
  - Pantelis Kouros – cypryjski polityk[335]
  - Lee Han-dong – południowokoreański polityk, premier Korei Południowej (2000–2002)[336]
  - Ravinder Pal Singh – indyjski hokeista na trawie, mistrz olimpijski (1980)[337]
  - Tadeusz Petelenz – polska ekonomista, prof. dr hab.[338]
  - Pierre S. du Pont  – amerykański polityk, członek Partii Republikańskiej, gubernator stanu Delaware (1977–1985)[339]
  - Kirił Psałtirow – macedoński aktor[340]
  - Jacek Starościak – polski samorządowiec, urzędnik państwowy i dyplomata, prezydent Gdańska (1990–1991)[341][342]
- 7 maja
  - M. Y. Eqbal – indyjski prawnik, sędzia Sądu Najwyższego[343]
  - Antoni Gausí – hiszpański piłkarz[344]
  - Władimir Kaczan – rosyjski aktor i pisarz[345]
  - Tawny Kitaen – amerykańska aktorka[346]
  - Jegor Ligaczow – rosyjski polityk[347]
  - Janusz Ożóg – polski działacz i animator kultury, dyrektor Muzeum Regionalnego w Dębicy (2003–2007)[348]
  - Martín Pando – argentyński piłkarz[349]
  - Aurora Pita – kubańska aktorka[350]
  - Stanisław Rusek – polski żołnierz podziemia niepodległościowego w czasie II wojny światowej oraz powojennego podziemia antykomunistycznego, kawaler orderów[351]
  - John Sludden – szkocki piłkarz i trener[352]
- 6 maja
  - Jicchak Arad – izraelski wojskowy, historyk[353]
  - Paul Aulagnier – francuski duchowny katolicki, założyciel Instytutu Dobrego Pasterza[354]
  - Basil Bhuriya – indyjski duchowny katolicki, biskup Jhabua (2015–2021)[355]
  - Elżbieta Domańska – polska ekonomista, prof. dr hab.[356]
  - Carlos Timoteo Griguol – argentyński piłkarz, trener[357]
  - Aleksandr Guzenko – radziecki piłkarz[358]
  - Andrzej Holdenmajer – polski samorządowiec, burmistrz Ścinawy (2006–2014)[359]
  - Andrzej Kawala – polski filmowiec, dyrektor festiwalu Lubuskie Lato Filmowe[360]
  - Józef Kolinek – polski skrzypek[361][362]
  - Wania Kostowa – bułgarska piosenkarka[363]
  - Humberto Maturana – chilijski filozof, biolog, fenomenolog, cybernetyk[364]
  - Kentarō Miura – japoński mangaka, twórca serii Berserk[365]
  - John Ntegyereize – kenijski duchowny anglikański, biskup[366]
  - Bolesław Pawlus – polski śpiewak operowy[367]
  - Georges Perron – francuski duchowny rzymskokatolicki, biskup[368]
  - Roman Polisadov – łotewski śpiewak operowy, bas[369]
  - Christophe Revault – francuski piłkarz[370]
  - Oleg Zorin – rosyjski aktor i reżyser[371]
- 5 maja
  - Saša Anočić – chorwacki aktor[372]
  - Bożena Bednarek-Michalska – polska bibliotekarka, specjalistka informacji cyfrowej[373]
  - Zdzisław Czajkowski – polski ginekolog, pioner pierwszych zabiegów wewnątrzmacicznych u płodów w Polsce, dr hab.[374][375]
  - Cândido Ferreira – portugalski aktor[376]
  - Lucinda Franks – amerykańska dziennikarka, laureatka Nagrody Pulitzera w 1971[377]
  - Emine Işınsu – turecka poetka i pisarka[378]
  - Bertil Johansson – szwedzki piłkarz[379]
  - George Jung – amerykański przestępca, przemytnik narkotyków, członek kartelu z Medellín[380]
  - Lucjan Kaszycki – polski kompozytor, aranżer, publicysta muzyczny, profesor sztuk muzycznych[381][382]
  - Philipose Mar Chrysostom Mar Thoma – indyjski duchowny, metropolita Kościoła Mar Thoma (1999–2007)[383]
  - Edward Pietrzyk – polski wojskowy i dyplomata[384]
  - Heorhij Prokopenko – radziecki i ukraiński pływak, medalista olimpijski (1964)[385]
  - Guljelm Radoja – albański aktor[386]
  - Feđa Stojanović – serbski aktor[387]
- 4 maja
  - Simon Achidi Achu – kameruński polityk, minister sprawiedliwości (1973–1975), premier Kamerunu (1992–1996)[388]
  - Steve Conroy – angielski piłkarz[389]
  - Nick Kamen – brytyjski model i piosenkarz[390]
  - V. Kalyanam – indyjski polityk, osobisty sekretarz Mahatmy Gandhiego[391]
  - Piotr Lisiecki – polski manager, prezes przedsiębiorstwa Boryszew SA[392]
  - Alan McLoughlin – irlandzki piłkarz[393]
  - Karamat Rahman Niazi – pakistański wojskowy, admirał[394]
  - Luana d'Orazio – włoska aktorka[395]
  - Artur Przygoda – polski gitarzysta rockowy, kompozytor i realizator dźwięku, członek zespołu Farba[396]
  - Julião Sarmento – portugalski malarz[397]
  - Aleksandr Saprykin – rosyjski siatkarz[398]
  - Kirsten Stallknecht – duńska pielęgniarka, przewodnicząca Międzynarodowej Rady Pielęgniarek[399]
  - Ireneusz Krzysztof Szmidt – polski poeta i krytyk literacki[400]
  - Lew Trutniew – radziecki pisarz[401]
  - Bernard Ziegler – francuski pilot i inżynier[402]
- 3 maja
  - Rafael Albrecht – argentyński piłkarz[403]
  - Donald Cameron – kanadyjski polityk, premier Nowej Szkocji (1991–1993)[404]
  - Jos De Man – belgijski aktor i pisarz[405]
  - Józef Jędrzejczyk – polski samorządowiec, burmistrz Garwolina (1998–2000)[406]
  - Jefim Kamieniecki – rosyjski aktor[407]
  - Cyprian Kosiński – polski inżynier chemik, siatkarz i przedsiębiorca, kawaler orderów[408][409][410]
  - Jerzy Lechowski – polski dziennikarz, działacz sportowy[411]
  - Phil Naro – amerykański wokalista rockowy[412]
  - Wołodymyr Neczajew – ukraiński piłkarz, trener[413]
  - Lloyd Price – amerykański piosenkarz[414]
  - Iñaki Mallona Txertudi – hiszpański duchowny katolicki, biskup Arecibo (1991–2010)[415]
  - Franz Vansteenkiste – belgijski polityk[416]
- 2 maja
  - Alcira Argumedo – argentyńska polityk[417]
  - Alojzy Balcerzak – polski grafik, malarz, artysta plastyk, popularyzator sztuki i wykładowca[418][419]
  - Józef Bobek – polski ekonomista, dr hab.[420]
  - Bronisław Cieślak – polski aktor, dziennikarz i prezenter telewizyjny, poseł na Sejm III i IV kadencji[421]
  - Frank Costa – australijski przedsiębiorca i filantrop[422]
  - Tadeusz Gajdzis – polski pisarz[423]
  - Roman Głowaczewski – polski samorządowiec i menedżer, burmistrz Obornik Śląskich[424]
  - Henryk Opilo – polski polityk, poseł na Sejm I kadencji[425]
  - Carlos Romero Barceló – portorykański polityk i adwokat, gubernator Portoryko (1977–1985)[426]
  - Jesús Tundidor – hiszpański poeta[427]
  - Bobby Unser – amerykański kierowca wyścigowy[428]
  - Paul Vollmar – niemiecki duchowny katolicki, marianista, biskup pomocniczy Chur (1993–2009)[429]
- 1 maja
  - Pieter Aspe – belgijski pisarz[430]
  - Chryzostom – grecki duchowny prawosławny w jurysdykcji Patriarchatu Aleksandrii, biskup Mozambiku (2015–2021)[431]
  - Geraldo Dantas de Andrade – brazylijski duchowny katolicki, biskup pomocniczy São Luís do Maranhão (1998–2010)[432]
  - Chuck Darling – amerykański koszykarz[433]
  - Francis Ducreux – francuski kolarz szosowy[434]
  - Olympia Dukakis – amerykańska aktorka[435]
  - José Daniel Falla Robles – kolumbijski duchowny katolicki, biskup Soacha (2016–2021)[436]
  - József Hámori – węgierski biolog i polityk, minister kultury (1998–1999)[437]
  - Tom Hickey – irlandzki aktor[438]
  - Paul Ioannidis – grecki pilot, żołnierz ruchu oporu[439]
  - Kate Jennings – australijska poetka i pisarka[440]
  - Nancy McCredie – kanadyjska lekkoatletka, kulomiotka i dyskobolka[441]
  - Andrzej Możejko – polski piłkarz[442]
  - Jordan Nurkow – bułgarski architekt[443]
  - Andrzej Osęka –  polski publicysta, krytyk sztuki, dziennikarz, działacz „Solidarności”[444]
  - Tadeusz Puszkar – polski biolog, prof. dr hab.[445]
  - Rafael Roncagliolo – peruwiański socjolog, dyplomata, polityk, minister spraw zagranicznych (2011–2013)[446]
  - Henry Ventura – wenezuelski polityk, minister zdrowia (2015)[447]

- data dzienna nieznana
  - Jerzy Bednarczyk – polski specjalista w zakresie górnictwa odkrywkowego, prof. dr. hab. inż.[448][449]
  - Zuo Hui – chiński przedsiębiorca, miliarder[450][451]
  - Dominik Kiziak – polski żołnierz podziemia niepodległościowego w czasie II wojny światowej oraz powojennego podziemia antykomunistycznego, kawaler orderów[452][453]
  - Antoni Komoder – polski piłkarz[454]
  - Maciej Konopka – polski raper[455]
  - Michał Korol – polski przedsiębiorca i działacz polityczny, wiceprezes partii Nowa Demokracja – TAK[456]
  - Zdzisław Lenkiewicz – polski fotoreporter[457][458]
  - Sławomir Leśniak – polski trębacz[459][460]
  - Artur Ligęska – polski trener fitness, autor książki Inna miłość szejka[461][462]
  - Majer Mały – izraelski działacz kibucowy pochodzenia polsko-żydowskiego, członek Ziomkostwa Chmielniczan w Izraelu[463]
  - Kalina Mróz – polska dziennikarka[464]
  - Barbara Sałacka – polska reżyserka i realizatorka telewizyjna[465][466][467][468]
  - Matheus Shikongo – nambibijski polityki przedsiebiorca, burmistrz Windhuku (1993, 2000–2009)[469]
  - Filimon Siergiejew – rosyjski aktor i poeta[470]
  - Alfred Szałyga – polski samorządowiec, burmistrz Poddębic (1991–1998), starosta poddębicki (1999–2002)[471]
  - Mariusz Śródka – polski fotograf[472][473]
  - Stanisław Walkosz – polski wspinacz i producent sprzętu wspinaczkowego[474]